# Thecla tephraeus
Thecla tephraeus är en fjärilsart som beskrevs av Jacob Hübner 1837. Thecla tephraeus ingår i släktet Thecla och familjen juvelvingar. Inga underarter finns listade i Catalogue of Life.